# 맨 vs 차일드 코리아
《맨 vs 차일드 코리아》는 2018년에 라이프타임채널에서 방송된 셰프들과 요리에 재능이 있는 아이들 간의 요리 대결 프로그램이다.